# カルムバック・メディア
カルムバック・メディア（Kalmbach Media）は、アメリカ合衆国の出版社である。ウィスコンシン州ウォキショーに本社を構える。鉄道関係の雑誌・書籍の発行で知られる 。

## 歴史
1933年、ウィスコンシン州ミルウォーキーでアル・C・カルムバックによりカルムバック・パブリッシング（Kalmbach Publishing Co.）として設立された。最初に発行されたのは鉄道模型雑誌『モデル・レイルローダー』(The Model Railroader)で、1933年夏の発売だったが、1934年1月号として発行された。この雑誌を発表するプレスリリースが1933年8月に発表されたが、あまり関心を集めなかった。1940年、鉄道全般に関する雑誌を『トレインズ』(Trains)というシンプルなタイトルで創刊し、これ以降、出版社の経営は安定した。創刊号である1940年11月号の発行部数は5千部だったが、そこから急速に成長した。
1973年に印刷事業を廃止して、他の印刷会社への委託生産を選択し、カルムバック社は純粋な出版専門の会社となった。
1985年、アストロメディア(AstroMedia)を買収し、同社が発行していた天文雑誌『アストロノミー』(Astronomy)、『ディープスカイ』(Deep Sky)、子供向け科学雑誌『オデッセイ』(Odyssey)、『テレスコープ・メイキング』(Telescope Making)を引き継いだ 。
1990年11月から、年刊の『グレート・モデル・レイルロード』(Great Model Railroads)の発行を開始した。
1991年、メリーランド州サイクスヴィルのグリーンバーグ出版(Greenberg Publishing)を買収した。この買収には、同社の子会社のグリーンバーグ・ショウ(Greenberg Shows)も含まれていた。同社は、東海岸で毎年20回以上の鉄道模型とドールハウスの合同ショーを主催していた。大人の趣味やレジャー市場に焦点を当てるため、1991年9月に子供向け科学雑誌『オデッセイ』の出版権をニューハンプシャー州ピーターバラのカバルストーン出版(Cobblestone Publishing)に売却した。
1992年1月、『アース』(Earth)誌の発行を開始した。
2010年8月、科学雑誌『ディスカバー』(Discover)を発行していたディスカバー・メディア(Discover Media)を買収した。
2012年6月にジェラルド・B・ベッチャー(Gerald B. Boettcher)が社長を退任し、チャールズ・R・クロフト(Charles R. Croft)が新社長に就任した。
2016年、ケンタッキー州レキシントン近郊に拠点を置くボードゲーム会社ラザー・ダッシング・ゲームズ(Rather Dashing Games)を買収したが、2018年にゲーム出版社・カタリスト・ゲーム・ラボ(Catalyst Game Labs)のオーナーであるローレン・L・コールマン夫妻に売却した。ラザー・ダッシング・ゲームズのウェブサイトによると、同社は現在カタリスト社の一部門となっている。
2017年、デジタルメディアのベテランであるダン・ヒッキー(Dan Hickey)が6代目の最高経営責任者(CEO)に就任した。ヒッキーは、同社の84年の歴史の中で初めて外部から採用されたリーダーだった。
2018年、カルムバック・メディア(Kalmbach Media)に改称した。

## 雑誌
- Astronomy
- Bead & Button
- Classic Toy Trains Magazine
- Classic Trains Magazine
- Discover
- Fine Scale Modeler Magazine
- Garden Railways
- Model Railroader
- Model Retailer
- Scale Auto
- Trains

このほか、いくつかの年刊誌も制作している。
さらに、Tourist Trains Guidebookなどの多数の書籍も出版している。この本は、アメリカとカナダの450以上の観光鉄道、ディナートレイン、鉄道博物館についてのイラスト入りの300ページのガイドブックである。2009年版には、『トレインズ』誌のスタッフと寄稿者によるレビューが掲載されている。1970年にジム・スクリビンズ(Jim Scribbins)の『ハイアワサ物語』(The Hiawatha Story)を出版したのも同社が最初である。